# Antoine Nduwayo
Antoine Nduwayo (* 1942) war Premierminister von Burundi vom 22. Februar 1995 bis 31. Juli 1996. Er gehört der Volksgruppe der Tutsi an und ist Mitglied der UPRONA. Er wurde vom Präsidenten der Hutu zum Premierminister ernannt mit der Absicht, die Angriffe der Tutsi gegen die Regierung zu stoppen. Nach einem Militärputsch trat er 1996 zurück.
Der im Oktober 2019 eröffnete Prozess zur Ermordung des ersten demokratisch gewählten Hutu-Präsidenten Melchior Ndadaye verkündete sein Urteil am 19. Oktober 2020, mehr als ein Jahr nach seiner Eröffnung und zwei Tage vor dem Jahrestag der Ermordung von Melchior 21. Oktober 1993. Der frühere Präsident von Burundi, Pierre Buyoya, und fünfzehn weitere Angeklagte wurden wegen „eines Angriffs auf das Staatsoberhaupt, eines Angriffs auf die Autorität des Staates“ zu lebenslanger Haft verurteilt und zu einer Geldstrafe von 102 Milliarden burundischen Franken. Drei weitere Angeklagte wurden zu 20 Jahren Gefängnis verurteilt. Die burundische Justiz hat nur einen der Angeklagten freigesprochen, Antoine Nduwayo, ehemaliger Premierminister (Februar 1995 – Juli 1996) und Mitglied der Union für nationalen Fortschritt (Uprona).